# Ezéchiel de Mélac

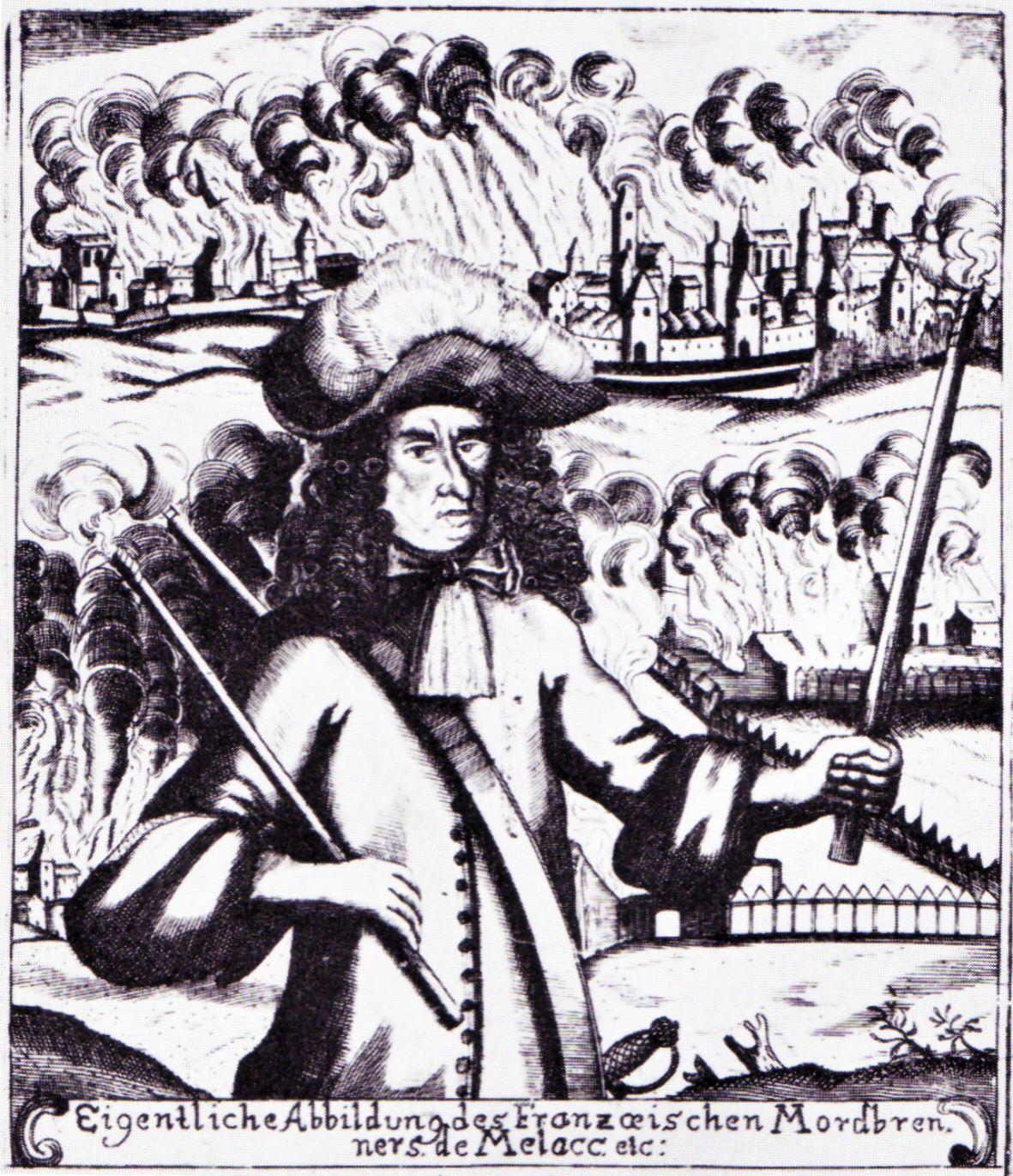
Der Comte de Mélac

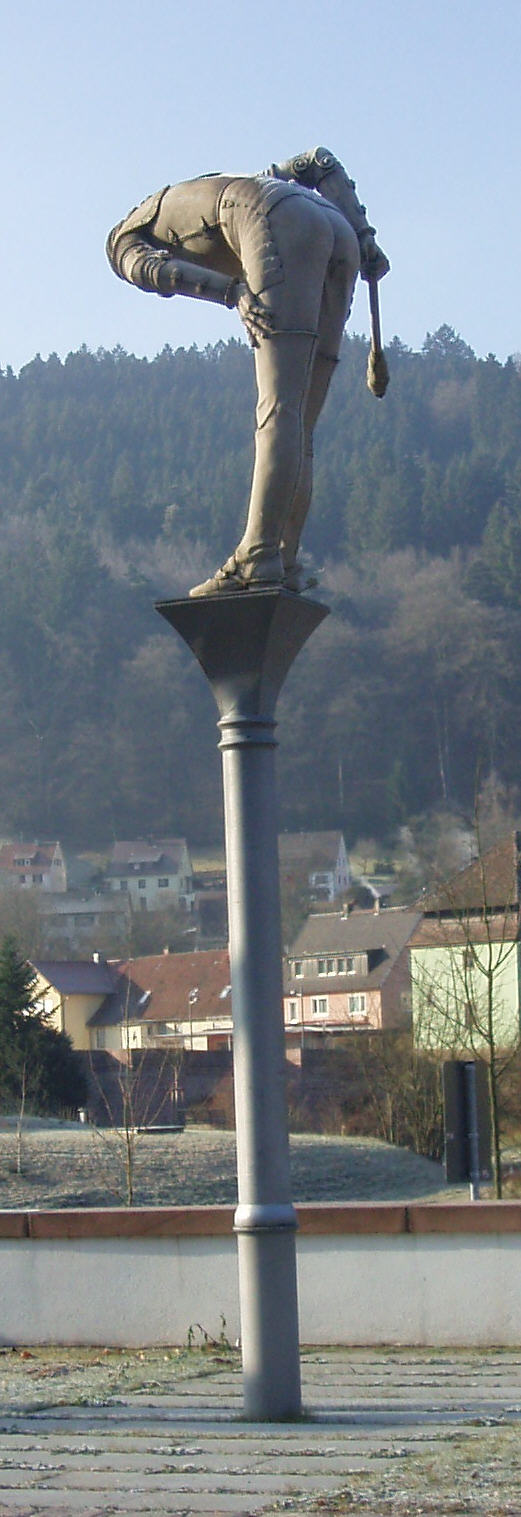
Mélac mit Brandfackel, Werk des Bildhauers Peter Lenk in Hirsau

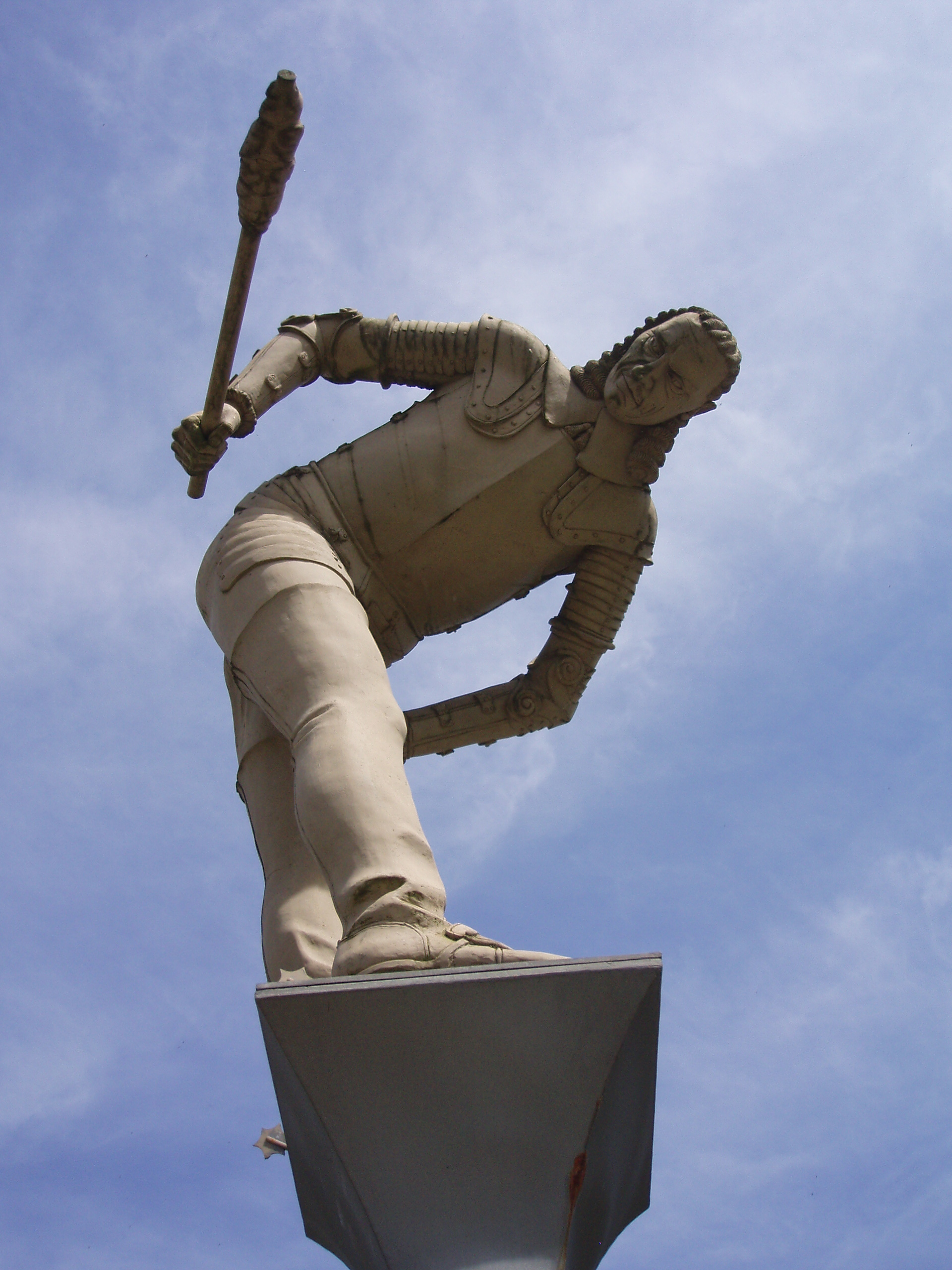
Vorderansicht

Ezéchiel du Mas, comte de Mélac (* um 1630 in Sainte-Radegonde im Département Gironde; † 10. Mai 1704 in Paris) war ein französischer Offizier unter König Ludwig XIV. und Kriegsminister Louvois.

## Leben
Mélac trat früh in Militärdienste und wurde 1664 Leutnant in einem Kavallerie-Regiment in Portugal. Zwei Jahre später wurde er zum Chef einer Kompanie ernannt. Zu Beginn des Französisch-Niederländischen Krieges diente er 1672 in Flandern. 1675 wurde er zum Mestre de Camp befördert, 1679 zum Brigadier des armes du roi. Er wurde Gouverneur von Schleiden (40 km südöstlich von Aachen).
Ab 1686 diente Mélac in der Armee von Marschall Catinat in Savoyen. Im April 1688 wurde er zur französischen Rheinarmee unter dem Kommando von Marschall Jacques-Henri de Duras versetzt. Im gleichen Jahr heiratete er dessen Tochter. Im September 1688 marschierte die Rheinarmee ohne förmliche Kriegserklärung in die Hoheitsgebiete der Kurpfalz und Gebiete östlich des Rheins, hauptsächlich der Markgrafschaft Baden, ein. Die Städte Heilbronn, Heidelberg und Mannheim (10. November) wurden unterworfen und die Festung Philippsburg eingenommen. Pforzheim war seit dem 10. Oktober besetzt. Mélac war in Heilbronn unter dem Kommando von Marschall Joseph de Montclar stationiert. Mit Heilbronn als Basis verwüstete er mit seinen Truppen die umliegenden Gebiete. Gegen Ende des Jahres griff er Heidelberg, die Hauptstadt der Kurpfalz, und viele Dörfer entlang des Neckars und der Bergstraße an, darunter auch Ladenburg.
Am 16. Februar 1689 sprengten französische Truppen unter dem Kommando von Mélac und des Comte de Tessé das Heidelberger Schloss in Ausführung eines Befehls von Kriegsminister Louvois, und am 2. März wurde die Stadt Heidelberg in Brand gesteckt (die meisten Feuer konnten jedoch von der Bevölkerung gelöscht werden). Am 8. März wurde Mannheim in Brand gesteckt, später wurden Frankenthal, Worms, Speyer und zahlreiche Dörfer auf der Westseite des Rheins verwüstet. Am 31. Mai folgte die totale Zerstörung der Burg Landskron und der Stadt Oppenheim. Auf der Ostseite des Rheins erlitten Bretten, Knittlingen, Maulbronn, Pforzheim, Baden-Baden und zahlreiche andere Städte und Dörfer das gleiche Schicksal, aber es ist nicht in allen Fällen eindeutig geklärt, inwieweit Mélac daran beteiligt war. Im Fall von Pforzheim wurde berichtet, dass Mélac kommandierender Offizier war und somit direkt für den Beschuss der Stadt am 10. August und den verheerenden Brand in den folgenden Tagen verantwortlich war. Es gibt auch einen Bericht, wonach er in Esslingen am Neckar die junge Pfarrerstochter Anna Catharina Haug (1667–1743) vergewaltigt haben soll.
Beim nächsten größeren französischen Feldzug in rechtsrheinisches Gebiet ließ er kurz nach dem Sieg in der Schlacht bei Ötisheim die Orte Calw und Zavelstein sowie am 19. Septemberjul. / 29. September 1692greg. das Kloster und Schloss von Hirsau niederbrennen. 1693 erfolgte Mélacs Beförderung zum Maréchal de camp. Im Frühjahr wurde Mélac zum Festungskommandanten der strategisch wichtigen Festung Landau ernannt. Von dort aus terrorisierte er die umliegenden Gebiete, bis nach (dem heutigen) Rheinhessen und Württemberg. Im Mai beteiligte er sich an der zweiten und endgültigen Zerstörung von Heidelberg. Mit dem Frieden von Rijswijk wurde der Pfälzische Erbfolgekrieg beendet. Landau blieb danach unter französischer Hoheit und Mélac Festungskommandant.
1702 wurde Landau im Zuge eines neuen Konflikts, des Spanischen Erbfolgekriegs, durch die kaiserliche Armee unter dem Befehl des badischen Markgrafen Ludwig Wilhelm belagert. Mélac und seine Truppen konnten der Belagerung vier Monate lang widerstehen. Um die Moral seiner Soldaten zu erhalten, ließ Mélac Gold- und Silbergegenstände aus seinem persönlichen Besitz einschmelzen und in Münzen geprägt als Besoldung an seine Soldaten verteilen. Im September war er jedoch gezwungen zu kapitulieren. Er erhielt die Erlaubnis, mit seiner Garnison und einem Teil seiner Artillerie abzuziehen. Anschließend verließ er die Rheinarmee und begab sich an den französischen königlichen Hof in Fontainebleau, wo er 30.000 Livre als Pension erhielt, aber eine letzte Beförderung erhielt er nicht. Er starb am 10. Mai 1704.

## Bedeutung

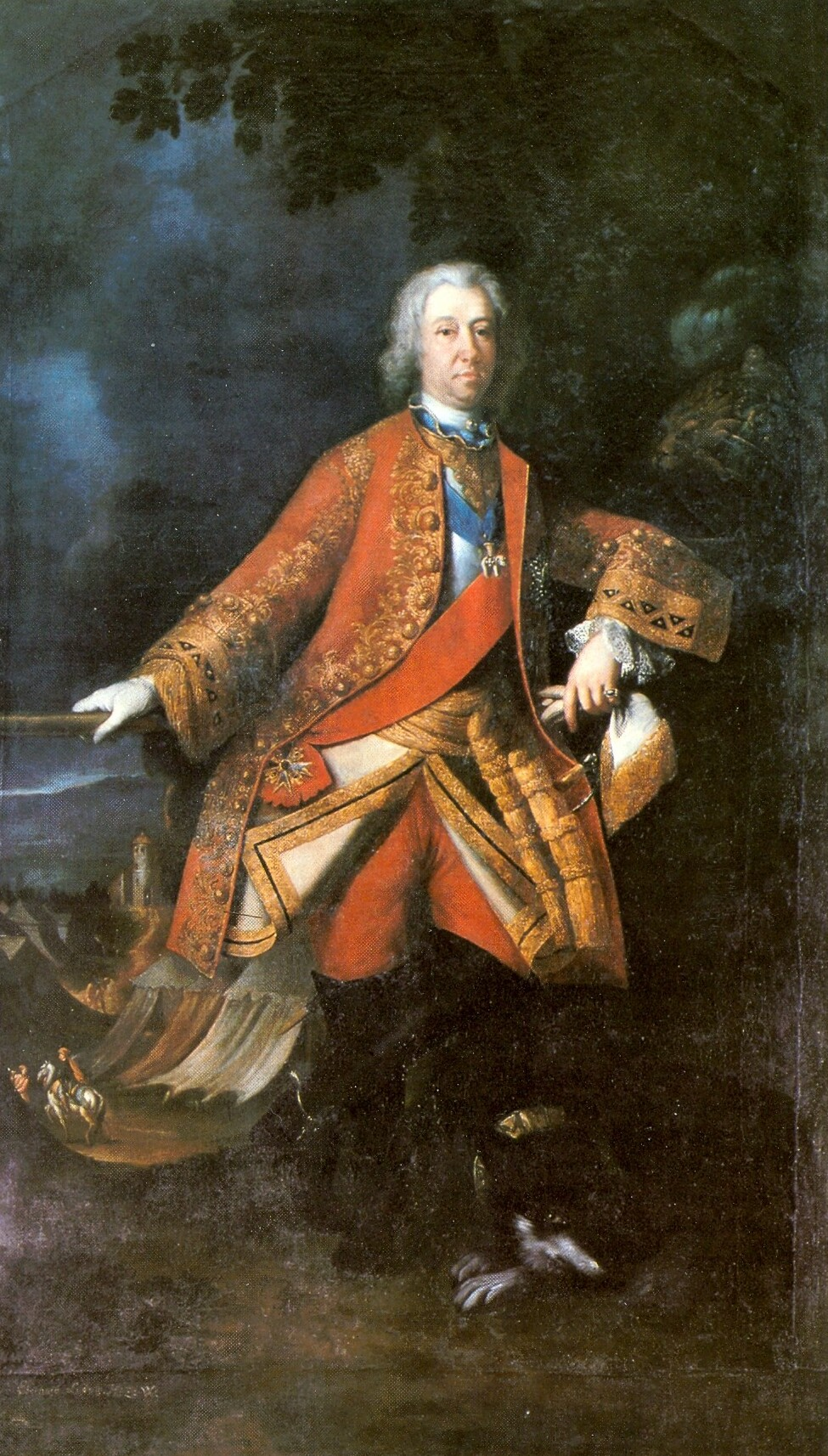
Herzog Eberhard Ludwig von Württemberg nannte, wie das Halsband zeigt, seinen Hund Melac

Die französischen Truppen Mélacs verwüsteten mit großer Brutalität während des Pfälzer Erbfolgekriegs 1688–1697 große Teile der Kurpfalz und Städte in Württemberg und Baden. Damit wurde die barbarische Politik der Entfestigung der Städte und Burgen sowie der Verbrennung der Dörfer mit Zerstörung der Lebensgrundlage und Morden der Bevölkerung in die Tat umgesetzt.
Im deutschen Südwesten wurde Mélacs Name zum Inbegriff für „Mordbrenner“ oder „Marodeur“ schlechthin. Noch heute ist der Name Mélac in der Pfalz und in Baden berüchtigt. Bis ins 20. Jahrhundert war es dort nicht ungewöhnlich, Haushunde Mélac (oft auch Mellag) zu nennen. Das in Altbayern und der Pfalz noch immer gebräuchliche Schimpfwort „Lackel“ soll ebenso auf den Namen des Mordbrenners zurückgehen.

## Rezeption in der Literatur
Die Sage vom Mädchen von Esslingen erzählt, wie durch dessen Tat die Stadt vor der Brandschatzung durch Mélac und seine Truppen bewahrt wurde. Sie verbreitete sich im 18. Jahrhundert in Schwaben, wurde unter anderem von Eberhard Friedrich Hübner (1791) und Gustav Schwab (1816) zu Gedichten sowie von August von Witzleben (alias A. v. Tromlitz) zur Novelle Das Mädchen von Esslingen (1831) verarbeitet. Auch in Karl Mays Roman Die Liebe des Ulanen (1883–85) findet Mélac Erwähnung.